# Celle Enomondo
Celle Enomondo ist eine Gemeinde in der italienischen Provinz Asti (AT), Region Piemont.

## Lage und Einwohner
Celle Enomondo liegt etwa 60 km südöstlich von Turin und etwa 10 km südwestlich der Provinzhauptstadt Asti. Die 5,51 km²  große Gemeinde hat 427 Einwohner (Stand 31. Dezember 2023). Die Nachbargemeinden sind Antignano, Asti, Revigliasco d’Asti und San Damiano d’Asti.

## Kulinarische Spezialitäten
In Celle Enomondo werden auch Reben der Sorte Barbera für den Barbera d’Asti, einen Rotwein mit DOCG-Status angebaut.